# Orizari (Macedonia Północna)
Orizari (maced. Оризари) – wieś w północno-wschodniej Macedonii Północnej, w gminie Koczani.